# Braunschweigisches Husaren-Regiment Nr. 17

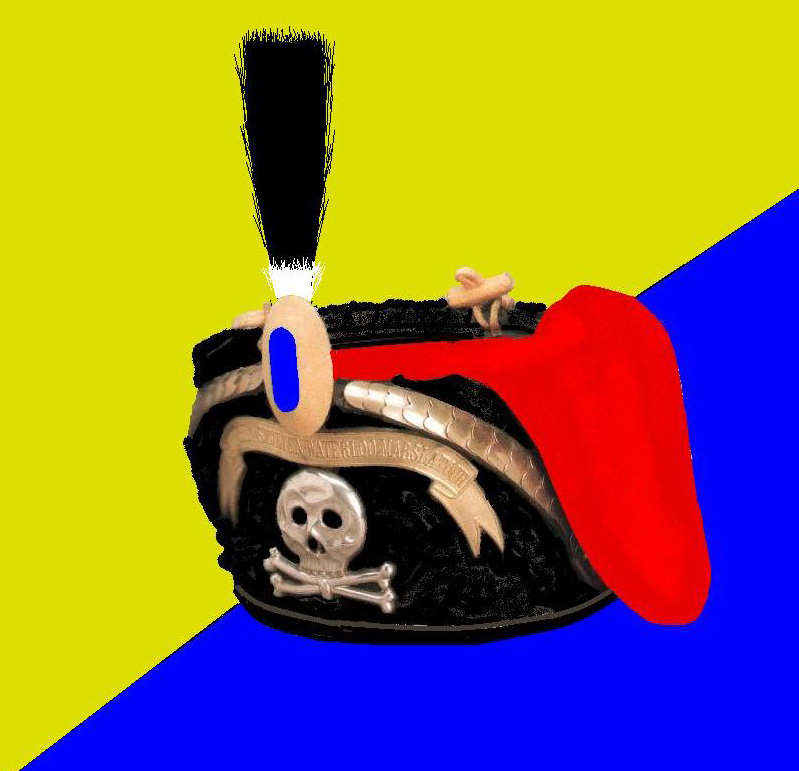
Pelzmütze mit Paradebusch der Braunschweigischen Husaren

Das Braunschweigische Husaren-Regiment Nr. 17 war ein Kavallerieverband in der Braunschweigischen Armee, später Preußischen Armee.

## Organisations- und Kommandostruktur 1914
X. Armee-Korps in Hannover – Kommandierender General: General der Infanterie Otto von Emmich
20. Division in Hannover – Kommandeur: Generalleutnant Richard Schmundt
20. Kavallerie-Brigade in Hannover – Kommandeur: Generalmajor Wolfgang von Unger
- Garnison: Braunschweig (seit 1825), ab 1892 in der Mars-la-Tour-Kaserne
- Stiftungstag des Regiments: 1. April 1809

## Geschichte

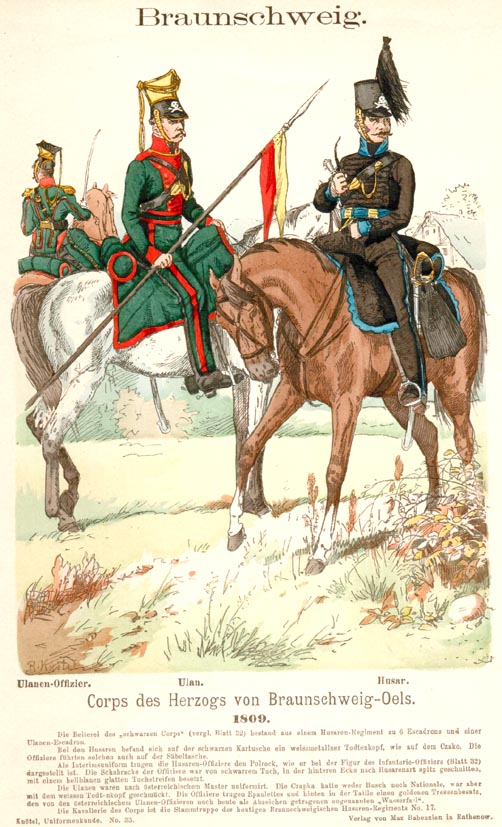
Soldaten im Korps des Herzogs von Braunschweig-Öls, rechts ein Husar. Zeichnung von Richard Knötel.

Schon im Fürstentum Braunschweig-Wolfenbüttel wurde während des Siebenjährigen Krieges durch Herzog Karl von Braunschweig 1759 das „Husaren Regiment von Roth“ errichtet. Es hatte zunächst vier Kompanien, wurde jedoch 1762 um zwei Kompanien verstärkt. Wegen fehlender finanzieller Mittel musste dieses Regiment bereits 1767 wieder aufgelöst werden. Vorerst blieben die Husaren im kleinen Fürstentum eine Episode.
Erst nach der Unterzeichnung der Konvention von Wien mit Österreich gelang es dem „Schwarzen Herzog“ Friedrich Wilhelm von Braunschweig, wie in der Konvention vereinbart, ab 1. April 1809 in den böhmischen Kleinstädten Nachod und Braunau ein Freikorps von knapp über 2000 Mann aufzustellen, darunter 1000 Husaren, 1000 Mann leichte Infanterie und 125 Mann berittene Artillerie. Das Korps, das Schwarze Schar genannt wurde, operierte eigenständig unter der Führung Friedrich Wilhelms.
Nach der Aufstellung unter österreichischer Protektion rückte das Husaren-Regiment der Schwarzen Schar im Verband des Freikorps unter Herzog Friedrich-Wilhelm nach Sachsen ab, um gegen die Truppen Napoleons I. zu kämpfen. Nach der Niederlage der Koalitionstruppen in der Schlacht bei Wagram verließ der Verband und mit ihm das Regiment den österreichischen Dienst, schlug sich von Böhmen an die Nordseeküste durch und schiffte sich in Elsfleth und Brake nach England ein. Am 1. September 1809 auf der Isle of Wight angelangt, trat das Braunschweigische Freikorps in englische Dienste, die Husaren führten vom 25. September 1809 an den Namen Englisch-Braunschweigisches Husaren-Regiment.
Unter englischem Kommando wurde das Regiment aus dem Korps ausgegliedert. Es kämpfte in den Jahren 1813 und 1814 in Spanien gegen die französische Besatzung und verlegte 1815 nach Sizilien, wo es über ein Jahr stationiert blieb. 1816 kehrte das Regiment nach Braunschweig zurück und wurde am 24. Juni des gleichen Jahrs aufgelöst.
Während sich das ursprüngliche Regiment weiter unter englischem Befehl im Mittelmeerraum befand, stellte Herzog Friedrich Wilhelm im Frühjahr 1814 in Wolfenbüttel ein neues Husarenregiment zu sechs Kompanien auf. Dieses zog 1814 und 1815 mit dem Feldkorps nach Brabant und nahm am 16. Juni 1815 an der Schlacht bei Quatre-Bras und am 18. Juni 1815 an der Schlacht bei Waterloo teil.
Am 1. Januar 1825 wurde die Truppe unter der Bezeichnung „Herzoglich Braunschweigisches Garde-Husaren-Regiment“ neu aufgestellt. 1839 verlor es den „Garde“-Status. 1867, nach Beitritt des Herzogtums Braunschweig zum Norddeutschen Bund, wurde die Einheit in „Herzoglich Braunschweigisches Husaren-Regiment Nr. 17“ umbenannt. Nach der Militärkonvention mit Preußen am 18. März 1886 wurde das Regiment in die Preußische Armee eingegliedert und erhielt nunmehr seine endgültige Bezeichnung „Braunschweigisches Husaren-Regiment Nr. 17“.

### Gefechtskalender
Im Feldzug gegen Dänemark 1849 war das Regiment einer Reserve-Division zugeteilt und nahm an keiner Kampfhandlung teil.

#### Deutscher Krieg
Die Husaren waren während des Krieges zwischen Preußen und dem Deutschen Bund 1866 dem II. preußischen Reservekorps zugeordnet und nur in geringfügige Kämpfe verwickelt.

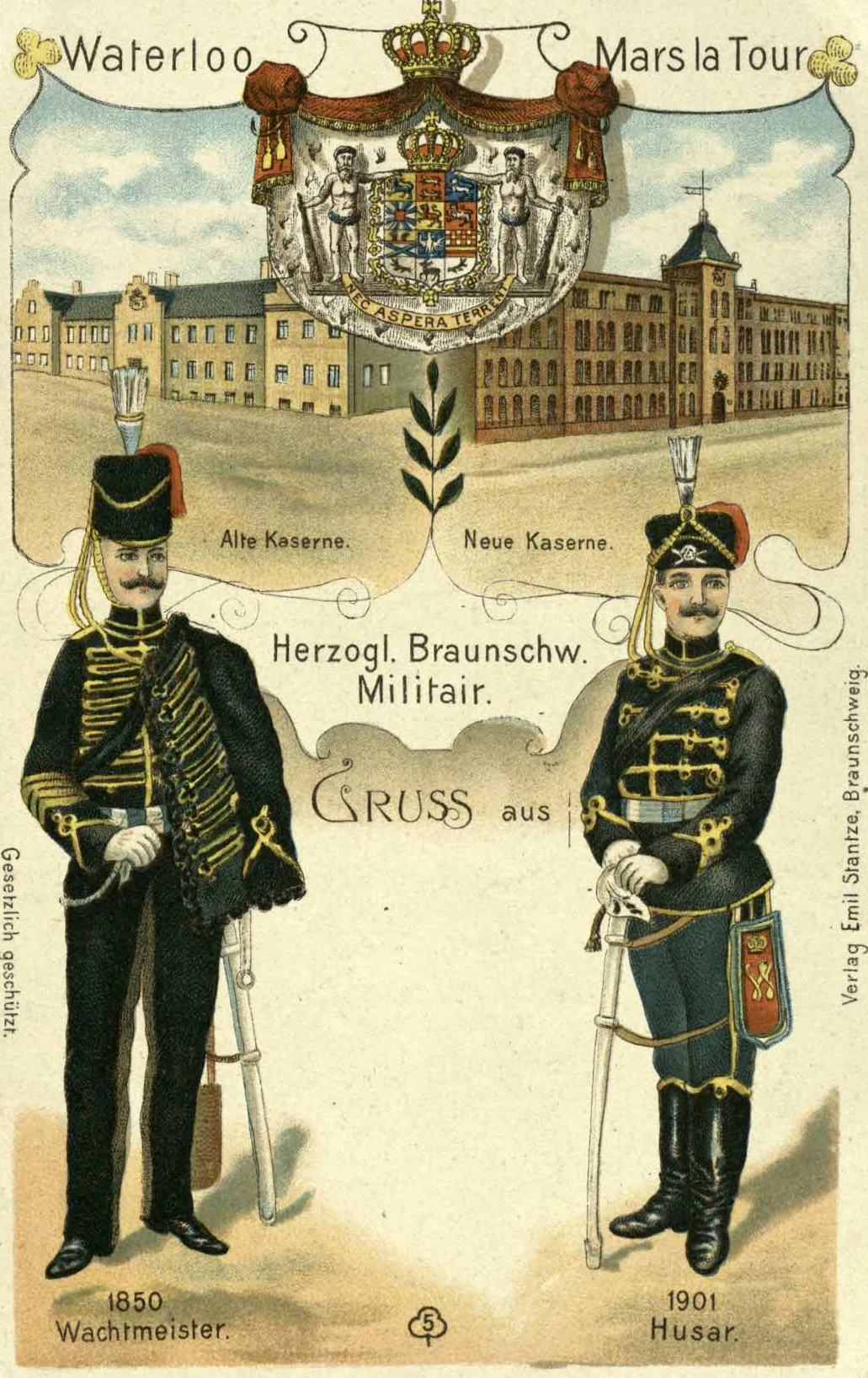
Husaren des 17. sowie deren Kasernen, die „alte“ Waterloo-Kaserne und die „neue“ Mars-la-Tour-Kaserne.

#### Deutsch-Französischer Krieg
Der Krieg gegen Frankreich von 1870/71 brachte dem Regiment am 6. August 1870 die Teilnahme an den Kämpfen bei Spichern und danach die Teilnahme an der Belagerung von Metz. Anschließend folgten schwere Gefechte bei Thionville und Mars-la-Tour. Im September und Oktober war das Regiment der Belagerungsarmee vor Paris zugeteilt. Im Jahre 1871 kämpften die Husaren noch gegen die französische Loirearmee und kehrten am 3. Juli 1871 nach Braunschweig zurück.

#### Erster Weltkrieg
Zu Beginn des Ersten Weltkriegs formierte das Regiment zwei Halbregimenter, die der 20. und 21. Division als Divisionskavallerie zugeteilt wurden. Mit diesen Verbänden rückten die Husaren zunächst nach Westen aus, wo sie nach dem Rückzug von der Marne in der Gegend von Reims eingesetzt wurden. Ende September 1914 wurden die beiden Halbregimenter wieder aufgelöst und die Eskadrons auf verschiedene Infanterie-Divisionen verteilt. Im April 1915 stellte man mit vier Eskadrons den Regimentsverband wieder her und verlegte die Truppe in den Osten, wo sie im Verband des X. Armee-Korps in Russisch-Polen und Galizien kämpfte und am 6. Mai 1915 an der Schlacht von Gorlice-Tarnow beteiligt war. Im September 1915 erfolgte der Rücktransport an die Westfront, wo man die Husaren mit den unterschiedlichsten Aufgaben betraute. Im Mai 1916 fuhr man erneut an die Ostfront. Kurz darauf war der durch die russische Brussilow-Offensive schwer bedrängten k.u.k. Armee beizustehen. Das Regiment war dazu in der Gegend von Kowel eingesetzt. Im Oktober 1916 löste man den Regimentsverband erneut und diesmal endgültig auf. Die Eskadrons mussten teilweise absitzen und wurden als Kavallerie-Schützen im Grabenkrieg verwendet, die restlichen wurden als Besatzungstruppen an den verschiedenen Kriegsschauplätzen eingesetzt.

### Verbleib
Als Vorauskommando traf der Regimentsstab am 21. November 1918 nach dem Waffenstillstand in Braunschweig ein. Der Rest der Truppe erreichte seine alte Garnison am 5. Dezember 1918. Am 30. Januar 1919 errichtete man aus Angehörigen des Regiments eine Freiwilligen-Eskadron, die bei den Unruhen in Bremen, Wilhelmshaven und Emden für Ruhe und Ordnung sorgen sollte. Diese Freiwilligen-Eskadron wurde später in das Reichswehr-Kavallerie-Regiment 10 der Vorläufigen Reichswehr übernommen.
Die Tradition des Regiments übernahm in der Reichswehr durch Erlass des Chefs der Heeresleitung General der Infanterie Hans von Seeckt vom 24. August 1921 die 4. Eskadron des 13. (Preußisches) Reiter-Regiments in Lüneburg.

## Kommandeure
| Dienstgrad                  | Name                                                    | Datum                                                        |
| --------------------------- | ------------------------------------------------------- | ------------------------------------------------------------ |
| Oberstleutnant              | August von Hennings                                     | 01. Januar 1825 bis 20. Oktober 1830                         |
| Major/Oberstleutnant/Oberst | Alexander Leopold von Erichsen                          | 21. Oktober 1830 bis 20. März 1848                           |
| Major/Oberstleutnant        | Erich von Mansberg                                      | 22. März 1848 bis 14. Juni 1857                              |
| Major/Oberstleutnant        | Karl von Cramm                                          | 15. Juni 1857 bis 19. Mai 1862                               |
| Oberstleutnant/Oberst       | Christian von Strombeck                                 | 20. Mai 1862 bis 14. März 1869                               |
| Major                       | Friedrich Wilhelm von Rauch                             | 15. März 1869 bis 17. Juli 1870 (mit der Führung beauftragt) |
| Major/Oberstleutnant/Oberst | Friedrich Wilhelm von Rauch                             | 18. Juli 1870 bis 1. Januar 1876                             |
| Oberstleutnant/Oberst       | Karl Kuhlwein von Rathenow                              | 02. Januar 1876 bis 3. August 1884                           |
| Oberstleutnant/Oberst       | Karl von Groote                                         | 04. August 1884 bis 21. März 1889                            |
| Oberstleutnant              | Gottfried Rabe von Pappenheim                           | 22. März 1889 bis 13. Oktober 1890                           |
| Oberstleutnant/Oberst       | Leopold von Versen                                      | 14. Oktober 1890 bis 16. März 1894                           |
| Oberstleutnant/Oberst       | Anton von Wallenberg                                    | 17. März 1894 bis 23. Mai 1898                               |
| Oberstleutnant/Oberst       | Arthur von Arnstedt                                     | 24. Mai 1898 bis 21. Februar 1900                            |
| Oberstleutnant/Oberst       | Adalbert von Rothkirch-Panthen                          | 22. Februar 1900 bis 17. Juli 1905                           |
| Oberstleutnant/Oberst       | Franz Günther Wilhelm Alexander von Humboldt-Dachroeden | 18. Juli 1905 bis 19. März 1911                              |
| Major/Oberstleutnant/Oberst | Ernst von Uechtritz und Steinkirch                      | 20. März 1911 bis 1. August 1914                             |

## Uniform und Totenkopfsymbol

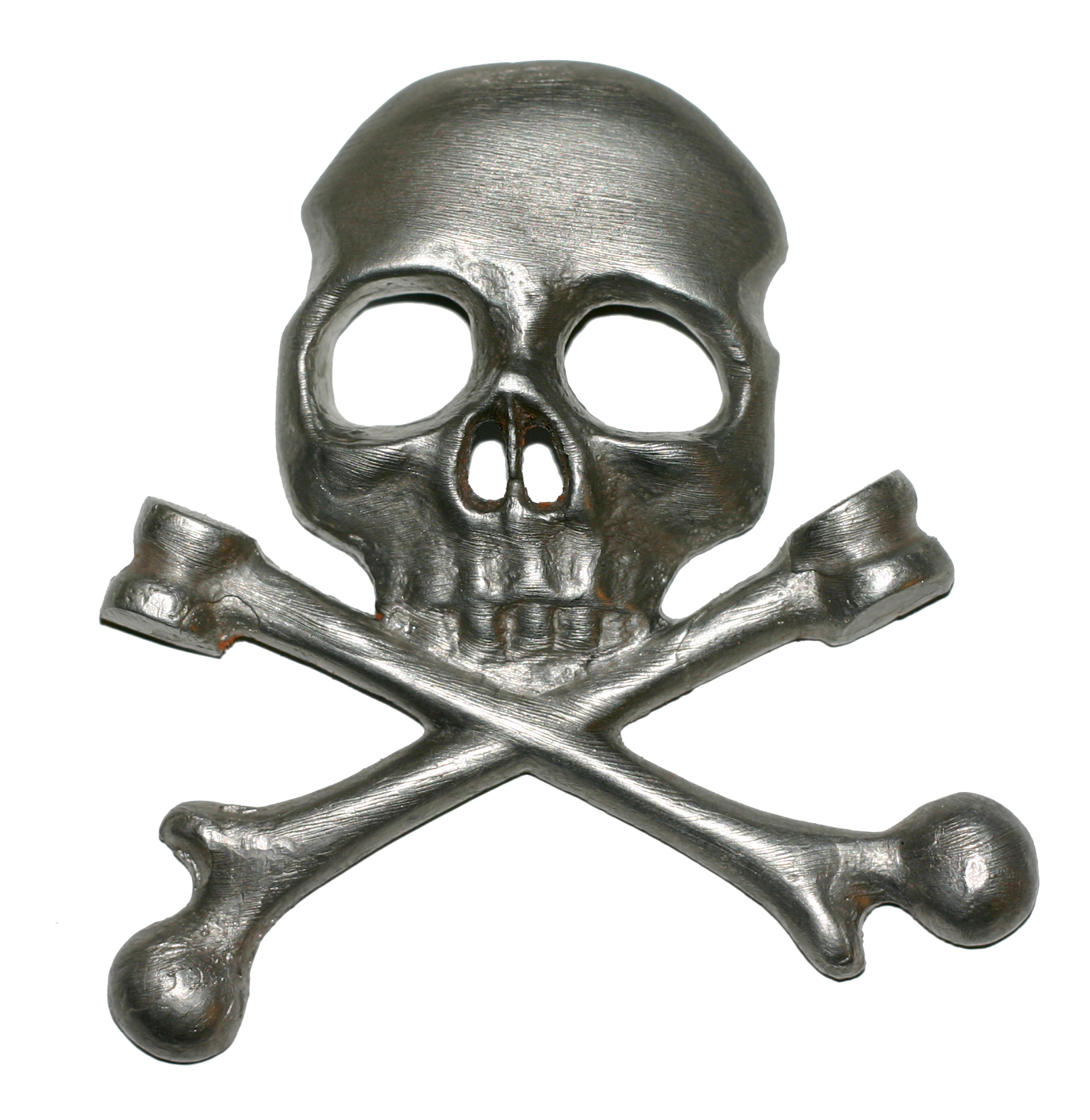
Braunschweiger Totenkopf von 1815

Die Husaren trugen eine schwarze Attila mit gelber Verschnürung. Die Pelzmütze war mit einem ponceauroten Kolpak und zur Parade mit einem schwarzen Rosshaarbusch ausgestattet. Die Vorderseite schmückte ein Devisenband (auch „Vaterlandsbandeau“ genannt) aus Tombak mit der Aufschrift „PENINSULA, SICILIEN, WATERLOO, MARS-LA-TOUR“, für bestandene Feldzüge und Schlachten. Darunter wurde, mit kaiserlicher Erlaubnis vom 17. September 1883, ein neusilberner Totenkopf mit gekreuzten Knochen geführt. Die Landeskokarde war blau-gelb, ebenso die Flagge der 1890 reichsweit eingeführten Kavallerielanze. Dazu kam noch ein weißes Bandelier mit schwarzer Kartusche.
Bereits mit A.K.O. vom 14. Februar 1907 befohlen und ab 1909/10 schrittweise eingeführt, wurde anlässlich des Kaisermanövers 1913 die bunte Uniform erstmals durch die feldgraue Felddienstuniform (M 1910) ersetzt. Diese glich vollkommen der Friedensuniform; die Verschnürungen waren jedoch in grau gehalten. Das Lederzeug und die Stiefel waren naturbraun, die Pelzmütze wurde durch einen schilffarbig genannten Stoffüberzug bedeckt. Das Bandelier und die Kartusche wurden zu dieser Uniform nicht mehr angelegt.
Das Totenkopfmotiv hatte vor der Verleihung an die Husaren nur das III. (Leib-)Bataillon des Braunschweigischen Infanterie-Regiments Nr. 92 als Helmzier geführt. Per kaiserlicher Kabinettsorder vom 27. Januar 1912 erhielten auch dessen übrige Bataillone den Totenkopf als Helmzier; der bisher getragene Stern entfiel (und konnte infolgedessen nicht mehr mit dem Gardestern an den Kopfbedeckungen der preußischen Gardeformationen verwechselt werden). Der Totenkopf war fortan auch an der Tuchmütze (inkl. Krätzchen) zu tragen, zwischen Reichs- und Landeskokarde. Damit führten nun alle Braunschweiger Truppenteile den Totenkopf als Emblem.
Der Braunschweiger Totenkopf unterschied sich in mehreren Punkten von jenem der preußischen 1. und 2. Leib- bzw. „Totenkopfhusaren“. Wesentlich war vor allem, dass der Braunschweiger Schädel eine Frontalansicht zeigte, während der preußische Schädel im Halbprofil dargestellt war und nach heraldisch rechts blickte.